# NGC 4557
NGC 4557 este o galaxie situată în constelația Părul Berenicei. A fost descoperită în  de către .